# Real, The Movie
Real, The Movie este un filme despre clubul spaniol de fotbal Real Madrid Club de Fútbol. Filmul este produs de club și regizat de Borja Manso. Premiera filmului a avut loc chiar pe stadionul clubului, Santiago Bernabéu, pe data de 25 august 2005.

## Descriere
Filmul este un mic de ficțiune și realitate pentru a reprezenta istoria clubului și fanii săi din întreaga lume.
În film pot fi întâlniți Raúl, Zinedine Zidane, Ronaldo, David Beckham, Guti, și multe alte actuale și foste figuri ale clubului spaniol.